# تعضمیت
تعضمیت (به عربی: تعضمیت) یک شهرداری در الجزایر است که در استان جلفه واقع شده‌است. تعضمیت ۶٬۱۷۲ نفر جمعیت دارد.